# Moc i chwała
Moc i chwała (ang. The Power and the Glory) – powieść brytyjskiego pisarza Grahama Greene’a z 1940 roku, wydana w przekładzie polskim Bolesława Taborskiego w 1967 roku.
Powieść, będąca owocem wyprawy autora do Meksyku w latach 1937-1938 przedstawia losy katolickiego księdza, który w dobie prześladowań Kościoła za czasów Plutarca Elíasa Callesa, musi ukrywać się, by nie zostać aresztowanym i zabitym.
Książka Greene’a została nagrodzona w Wielkiej Brytanii literacką nagrodą Hawthornden Prize w 1941 roku. W 2005 roku znalazła się na liście stu najlepszych powieści anglojęzycznych powstałych od 1923 roku opublikowanej przez tygodnik „Time”.
Moc i chwała została dwukrotnie zekranizowana. Pierwszy raz w 1947 roku przez Johna Forda i Emilio Fernándeza. W role tytułowego Uciekiniera wcielił się Henry Fonda (The Fugitive). Druga ekranizacja miała miejsce w 1961 roku. Film pt. The Power and the Glory wyreżyserował Marc Daniels. Role ukrywającego się księdza zagrał Laurence Olivier.